# جاك دوغلاس
جاك دوغلاس (بالإنجليزية : John Douglas Roberton) هو ممثل بريطاني، ولد في 26 أبريل 1927 في المملكة المتحدة، وتوفي بنفس المكان في 18 ديسمبر 2008 بسبب ذات الرئة.

## وصلات خارجية
- جاك دوغلاس على موقع IMDb (الإنجليزية)
- جاك دوغلاس على موقع روتن توميتوز (الإنجليزية)
- جاك دوغلاس على موقع أول موفي (الإنجليزية)
- جاك دوغلاس على موقع قاعدة بيانات الأفلام السويدية (السويدية)
- جاك دوغلاس على موقع ديسكوغز (الإنجليزية)
- جاك دوغلاس على موقع قاعدة بيانات الفيلم (الإنجليزية)